# La Femme sauvage (film, 1926)
Pour Le film de John Ford sorti en 1918, voir La Femme sauvage.
Pour plus de détails, voir Fiche technique et Distribution.
La Femme sauvage (titre original : The Wilderness Woman) est un film américain réalisé par Howard Higgin, sorti en 1926.

## Fiche technique
- Titre original : The Wilderness Woman
- Réalisation : Howard Higgin
- Scénario : Arthur Stringer
- Photographie : Ernest Haller
- Montage : Paul F. Maschke
- Direction artistique : Robert M. Haas
- Directeur de production : Joseph Boyle
- Société de production : Robert Kane Productions
- Pays d'origine :  États-Unis
- Format : Noir et blanc — 35 mm — 1,33:1 — Muet
- Genre : Comédie romantique
- Durée : 60 minutes
- Date de sortie : 1928
  - États-Unis : 9 mai 1926

## Distribution
- Aileen Pringle : Juneau MacLean
- Lowell Sherman : Alan Burkett
- Chester Conklin : 'Kodiak' MacLean
- Henry Vibart : le Colonel
- Robert Cain : l'acolyte du Colonel
- Harriet Sterling : la femme
- Burr McIntosh : le juge